# Tân Phương Thế Ngọc - Anh hùng Thiếu Lâm

Ảnh quảng bá phim

Tân Phương Thế Ngọc - Anh hùng Thiếu Lâm (chữ Hán: 新方世玉; phiên âm Quảng Đông: San Fong Sai Yuk, Quan Thoại: Xin Fang Shi Yu, tựa tiếng Anh là Hero of the Times) của đạo diễn Viên Tái Hiển. Phim thuộc thể loại kiếm hiệp võ thuật. Bộ phim được đóng 30 tập được sản xuất năm 1999, với sự tham gia của diễn viên nổi tiếng của điện ảnh Trung Quốc là Triệu Văn Trác cùng các diễn viên Lưu Tuyết Hoa, Từ Cẩm Giang. Đây là một trong những seri phim truyền hình lấy cuộc đời và huyền thoại của nhân vật Phương Thế Ngọc làm đề tài chính.
Trong phim có nhiều pha võ thuật gay cấn, những tình tiết dồn dập thu hút người xem. Tân Phương Thế Ngọc là sản phẩm hợp tác của các hãng giải trí lớn của Hồng Kông, Trung Quốc Đại Lục và Singapore. Chính vì thế điều kiện sản xuất của phim có nhiều cải thiện, phục trang bối cảnh hay phần kỹ xảo được đầu tư hơn hẳn các phim trước đây cùng về đề tại này đồng thời Tân Phương Thế Ngọc là một trong khá nhiều bộ phim khắc họa hình tượng người anh hùng trẻ tuổi Phương Thiếu Ngọc của màn ảnh Hoa ngữ.

## Nội dung phim
Giữa năm Ung Chính – nhà Thanh, các chí sĩ nổi dậy khắp nơi để lật đổ sự thống trị của người Mãn Thanh. Ung Chính Hoàng Đế cử đại nội cao thủ Nạp Lan Đức Cương dẫn đầu đội tổ chức giết người bí mật (Huyết Trích Tử) đến Dương Châu để tiêu diệt tổ chức Đại Minh Hội muốn phản Thanh phục Minh, phát động một trận chiến đẫm máu...
Trong loạn thế này, Phương Thế Ngọc đang sống một cuộc sống thoải mái, không quan tâm đến thời cuộc đang bị xáo động. Ngày nào cũng cùng bạn thân là Nạp Lan Đức Khải tiêu dao vui vẻ. Nhưng những ngày tháng đó đã kết thúc từ khi có sự xuất hiện của Chu Lệnh Sách. Chu Lệnh Sách là anh hùng phản Thanh đang bị triều đình truy nã. Khi xưa, ông ta và vợ chồng của Miêu Thúy Hoa từng có một cuộc tình tay ba. Do Chu Lệnh Sách rất coi trọng việc phản Thanh phục Minh nên đã chấm dứt chuyện tình này. Sau đó, Miêu Thúy Hoa lấy cha của Phương Thế Ngọc là Phương Đức nhưng trong lòng của Miêu Thúy Hoa không thể quên hình bóng Chu Lệnh Sách.
Phương Đức không thể quên mình là người Hán, âm thầm chống đối triều đình, ủng hộ tổ chức phản Thanh phục Minh. Không ngờ sự việc của ông ta bị bại lộ, Nạp Lan Đức Cương cho người đến bao vây nhà họ Phương, bắt Phương Đức. Phương Gia gặp nạn, mọi thứ xảy ra làm cho Phương Thế Ngọc nhìn rõ sự hiểm ác của con đường làm quan, kể cả bạn thân Tống Thiết Trụ cũng bán đứng anh ta. Rất may bên cạnh còn những người bạn thân Nạp Lan Đức Khải và hai vị hồng nhan tri kỷ Lôi Tiểu Thế và Phó Lục Cách Cách, họ sống chết có nhau, cùng hoạn nạn...
Phương Thế Ngọc quyết tâm lên Thiếu Lâm Tự học võ, để hoàn thành nguyện vọng phản Thanh phục Minh của cha mình. Nhưng không may, một lần đi hành thích Ung Chính Hoàng Thượng, anh ta phát hiện Ung Chính là một ông vua tốt, rất yêu dân, không đến nỗi như lời đồn trên giang hồ nói ông ta là một vị bạo chúa. Cuối cùng, Phương Thế Ngọc và Ung Chính thề với nhau bất luận ở trong triều hoặc ở ngoài nhân gian hai người cũng quyết tâm vì nước vì dân, làm lên một sự nghiệp lớn...

## Nhân vật chính
- Phương Thế Ngọc (Fong Sai Yuk): (do Triệu Văn Trác thủ vai)

Phương Thế Ngọc, quý tử của thương gia danh tiếng Phương Đức và nữ hiệp Miêu Thúy Hoa. Ngay từ nhỏ, Phương Thế Ngọc đã được mẹ - một đệ tử xuất sắc của phái Thiếu lâm tư truyền dạy các thế võ. Vốn thông minh, lanh lợi, Phương Thế Ngọc học hỏi rất nhanh, tiến bộ từng ngày. Dù có vẻ nghịch ngợm, quậy phá, song thực chất Phương Thế Ngọc là người luôn biết đúng sai, bênh vực kẻ yếu.
Thời niên thiếu của anh đầy ắp những chiến công bảo vệ lẽ phải. Khi phong trào phản Thanh phục Minh được hắc bạch hộ pháp Quỷ Ảnh Tu La Châu của Đại Minh hội kêu gọi, vợ chồng Phương Đức cùng tham gia. Phương Thế Ngọc ra tay cứu người của Đại Minh, bị cuốn vào cuộc chiến giữa những người theo phái phản Thanh phục Minh với triều đình Ung Chính... Sau đó, Phương Thế Ngọc đang sống một cuộc sống thoải mái, không quan tâm đến thời cuộc đang bị xáo động. Ngày nào cũng cùng bạn thân – Nạp Lan Đức Khải tiêu dao vui vẻ. Khi biến cố xảy ra. Ở trong cảnh cuối của phim, Phương Thế Ngọc đã tha chết cho Ung Chính vì nhận thấy đây là một ông vua có năng lực, và nếu giết ông này thì nội loạn sẽ xảy ra và nhân dân vẫn là người phải trực tiếp chịu nạn.
- Nạp Lan Đức Cương

Trong phim Nạp Lan Đức Cương (giản thể: 纳兰德纲; phồn thể: 納蘭德綱; bính âm: Nà Lán Dé Gāng) xuất hiện khi được vua Ung Chính ra lệnh dẫn đầu đội tổ chức giết người bí mật đó là Huyết Trích Tử, người đến Dương Châu để tiêu diệt tổ chức Đại Minh Hội muốn phản Thanh phục Minh, phát động một trận chiến đẫm máu. Nhân vật này được xây dựng là dòng dõi người Mãn Châu với họ Nạp Lan (chữ Hán: 納蘭).  Ông là anh trai của Nạp Lan Đức Khải, người đã giúp Phương Thế Ngọc trong việc giải oan cho cha.
Sau này, ông bị Ung Chính thanh trừng. Những người Hán cho rằng đây là một sự trừng phạt thích đáng. Sau đó, ông là vị tướng nhà Thanh và là một trong số các thống soái của Triều đình dưới thời trị vì của Hoàng Đế Ung Chính, ông được giao nhiệm vụ chỉ huy tinh binh Bát kỳ của nhà Thanh và sau đó được giao nhiệm vụ giám sát hoạt động của Thiên Địa Hội. Sau khi biết được nơi ẩn nấp của Thiên Địa Hội, Nạp Lan Đức Cương đã cho người đến bao vây nhà họ Phương để bắt bớ những người thân của Phương Thế Ngọc
- Phương Đức còn gọi là Phương Đắc, Phương Thế Đức hay Phương Thế Đắc

Trong phim là một vị quan tri phủ của nhà Thanh cai quản Dương Châu. Trước kia, ông vốn là một thương gia người Hán rất giàu có. Sau này, ông nhờ có danh tiếng trong vùng nên được vua Ung Chính nhà Thanh giao cho chức tri phủ. Ông còn là một trong hai Hộ pháp của Thiên Địa hội (Hắc Bạch hộ pháp, bao gồm ông và Yến Tử Dương). Tuy là quan văn nhưng Phương Đức rất giỏi võ và còn được mệnh danh là Thần tướng áo trắng. Ông đã từng cùng các thành viên Thiên Địa hội ám sát Khang Hy nhưng không thành công.
Phương Đức là cha của Phương Thế Ngọc. Về sau, ông bị một thành viên trong Thiên Địa hội vu oan đã làm lộ bí mật của Thiên Địa hội. Để chứng minh sự trong sáng của mình, Phương Đức đã quyết định dùng gươm tự tử. Phương Thế Ngọc sau khi từ Thiếu Lâm Tự chở về Dương Châu đã được những người thân và mẹ cậu là Miêu Thuý Hoa (con gái của Miêu Hiển) báo tin cha cậu tự tử nên đã quyết định làm trong sáng vụ việc. Cậu đã được Nạp Lan Đức Khải (em trai của Nạp Lan Đức Cương) giúp đỡ tìm manh mối. Và cuối cùng, Phương Thế Ngọc đã tìm ra người phản bội trong Thiên Địa hội, giải oan cho cha.
- Yến Tử Dương:

Trong phim là một thành viên trong Thiên Địa Hội. Khi còn nhỏ, Dương đã phải sống trong cảnh mồ côi cả cha lẫn mẹ. Ông xin vào làm trong một gánh hát có tên là Bảo Thái Bình và làm ở đó cho đến khi chết trong vai trò một ca sĩ. Ông hát rất hay, tiếng ca của ông làm cho nhiều người không hề nghi ngờ ông chính là thành viên Thiên Địa hội. Mặc dù là ca sĩ nhưng lại rất giỏi võ. Ông đã trở thành một trong hai hộ pháp của thiên địa hội(Hắc Bạch hộ pháp, gồm có ông và Phương Đức). Ông được mệnh danh là Bóng ma Tula. Ông từng tham gia vụ ám sát Khang Hy cùng với Phương Đức đã không thành công. Yến Tử Dương chết do trúng độc của một trong bốn thống lĩnh triều đình tên là U Hồng Tụ. Trong thời gian này, U Hồng Tụ đã có thai với Yến Tử Dương.
- Miêu Thúy Hoa (苗筴花): Do Lưu Tuyết Hoa đóng
- Ung Chính
- Chu Lệnh Sách
- Nạp Lan Đức Khải (Nalan Dekhai) là bạn thân với Phương Thế Ngọc và là em trai của Nạp Lan Đức Cương
- U Hồng Tụ

## Diễn viên
- Triệu Văn Trác
- ÔngThanh Hải
- Lưu Tuyết Hoa
- Từ Cẩm Giang
- Lâm Tương Bình
- Hà Vĩnh Phương
- Vương Hội Xuân
- Hoàng Trọng Côn

## Nhận xét
Một số phương tiện báo giới ở Việt Nam đánh giá phim có nội dung cũ nhưng không sáo mòn, các trang phục và bối cảnh được đầu tư công phu, hầu hết các cảnh quay võ thuật trong phim đều được thực hiện ngoài trời, điều ít thấy trong phim truyền hình Hồng Kông và Singapore (Điều này đã làm các đại cảnh võ thuật của phim thuyết phục cả những người xem khó tính nhất) và đồng thời bộ phim là sự khẳng định sở trường diến xuất võ hiệp của Triệu Văn Trác và mở ra triển vọng diễn xuất của Lưu Tuyết Hoa ở dạng vai tinh nghịch, cá tính. (Xem phim bằng tiếng Hoa Lưu trữ ngày 28 tháng 6 năm 2011 tại Wayback Machine)
- Ca khúc đầu phim: 让我飞 (Cho tôi bay) - 迪克牛仔 (Địch Khắc Ngưu Tử)